# 스페셜 폴리스 데카레인저
본 문서의 이해를 돕기 위한 비자유 그림이 있습니다. 
링크의 파일을 직접 올려 주세요
스페셜 폴리스 데카레인저 (Special Police Dekaranger, 일본어: スペシャル・ポリス・デカレンジャー 스페샤루 포리스 데카렌자[*], 데카렌쟈, 데카레인져) 또는 약칭 데카레인저 (Dekaranger, 일본어: デカレンジャー)는 일본 토에이의 특촬 드라마 슈퍼 전대 시리즈의 28번째 작품 《특수전대 데카레인저》의 주인공이다. 약칭은 S.P.D.이다.
지구에 설치된 우주경찰의 경찰서 "은하계 경찰청 태양계 경찰서 관내 지구분서" (일본어: 銀河系警察庁 太陽系警察署管内 地球分署 긴가케이 케이사츠초 타이요케이 케이사츠쇼 칸나이 치큐분쇼[*]), 약칭 "지구서" (일본어: 地球署 치큐쇼[*])에 배속된 다섯 명의 데카레인저가 지구를 침공하는 아리에나이저들과 맞서싸우고 있다. 또한 특흉에서 지구서로 전속된 아이라 텟칸 (테츠, 데카 브레이크)도 데카레인저에 합류한다. 여섯 명의 데카레인저는 본명 외에 별도의 코드명을 사용하며, 여기서는 코드명을 문단 명칭으로 표기한다.

## 반
재스민에게 "반짱"으로도 불리는 코드명 반(일본어: バン)은 지구서의 신참 형사이다. 본명은 아카자 반반(일본어: 赤座 伴番)이며 데카 레드(일본어: デカレッド 데카 렛도[*])로 변신한다. 변신 후의 구호는 "하나! 도리에 어긋나는 악행을 미워하며!" (일본어: 一つ! 非道な悪事を憎み! 히토츠! 히도나 아쿠지오 니쿠미![*]) 또는 "정의는 승리한다!" (일본어: 正義は勝つ! 세이기와 카츠![*])이다. "아카자 반반"이라는 이름은 영국의 추리소설 작가 아가사 크리스티 (애거서 크리스티)와 일본 전통차의 일종인 반차(일본어: 番茶)에서 유래했다.
두 정의 권총을 사용하는 우주경찰의 총권법 주쿤도(일본어: ジュウクンドー)를 구사하며, 다른 다섯 명과 달리 근접전용 무기를 가지고 있지 않다. 낙천적이고 정의감이 넘치는 성격으로 묘사되며, 무모한 행동 때문에 경찰 학교 시절부터 문제 학생으로 낙인찍혔으나, 지구서로 배속된 이후 크게 활약한다. 사자성어를 즐겨 말한다. 호지와는 서로 친하여 "파트너" (일본어: 相棒 아이보[*])라고 부르기도 한다. 등장인물 중 내력이 가장 자세히 언급된 인물로, 46화에서는 스스로 쌍둥이자리 B형이라 밝혔으며, 조상 아카자 반노신 (일본어: 赤座 伴之進)은 신센구미의 대원이라는 설정을 가지고 있다. 아리에나이저를 지원하던 어브렐라를 쓰러뜨린 후에는 교쿠로우의 제의를 받아 파이어 스쿼드로 들어갔으며, 이와 함께 2계급 특진되었다. 《특수전대 데카레인저》 종영 후의 《특수전대 데카레인저 파이널 라이브 투어》에서는 레슬리 행성의 서장이 되는 것이 꿈이라는 설정이 추가되었다.
아카자 반반은 사이네이 류지(일본어: 載寧 龍二)가 연기했다.

## 호지
코드명 호지(일본어: ホージー)를 사용하는 토마스 호지(일본어: 戸増 宝児 토마스 호우지[*])는 지구서 데카레인저의 리더로, 도기 크루거가 자리에 없을 경우에는 지구서의 서장 역할을 대신 맡는다. 데카 블루(일본어: デカブルー 데카 부루[*])로 변신한다. 변신 후의 구호는 "둘! 불가사의한 사건을 쫓아서!" (일본어: 二つ! 不思議な事件を追って! 후타츠! 후시기나 지켄오 옷테![*])이다. "토마스 호지"라는 이름은 미국의 추리작가 토머스 해리스와 일본 전통차 호지차(일본어: ほうじ茶 호우지차[*])에서 유래했다.
기묘한 일본식 영어가 말버릇으로, 여동생 미와도 같은 말버릇을 가지고 있다. 경찰 학교를 수석으로 졸업한 엘리트로, 특흉 채용시험을 위해 공부를 계속 하고 있었으며, 사격의 훈련도 게을리 하지 않는 노력형으로 묘사된다. 또한 컴퓨터도 능숙하게 다루어 과학수사를 맡기도 한다. 처음에는 저돌적인 성격이며 낙제생 출신이었던 반을 업신여겨, 반이 자신을 파트너라 부르면 "파트너라 부르지 마!" (일본어: 相棒って言うな! 아이봇테 이우나![*])라 대답하는 등 냉정하게 대하나, 이후 반과 함께 싸우면서 그를 인정하게 되어 친해지게 되었다. 지구서에 처음 부임할 무렵 재스민 등과 팀을 구성하여 범죄를 조사하고 있었는데, 그 당시 자신들을 따르며 엄호하고 있었던 교쿠로우가 부상을 입은 것에 대해 죄책감을 느끼고 있다.
호지는 하야시 츠요시(일본어: 林 剛史)가 연기했다.

## 센짱
코드명 센짱(일본어: センちゃん)를 사용하는 에나리 센이치(일본어: 江成 仙一)는 데카레인저의 일원으로, 데카 그린(일본어: デカグリーン 데카 구린[*])으로 변신한다. 변신 후의 구호는 "세 번째! 미래의 과학으로 수사!" (일본어: 三つ! 未来の科学で捜査! 밋츠! 미라이노 카가쿠데 소사![*])이다. "에나리 센이치"라는 이름은 미국의 추리소설 작가 엘러리 퀸과 일본 전통차 센차(일본어: 煎茶)에서 유래했다.
지구서에 처음 부임했을 때에는 당시 레드였던 교쿠로우와 함께 활동했었다. 온화하고 차분한 성격의 소유자이지만, 약한 사람을 괴롭히는 사람에게는 격렬한 분노를 보이기도 한다. 어린 시절에 우물에 떨어진 경험 때문에 폐소공포증이 있었으며, 경찰의 구조로 빠져나온 뒤 경찰이 되겠다고 다짐하게 된다. 《마법전대 마지레인저 vs. 데카레인저》에서는 자신을 포함해 7명의 형제가 있다고 언급되었다.
센짱은 이토 요스케(일본어: 伊藤 陽佑)가 연기했다.

## 재스민
코드명 재스민(일본어: ジャスミン 자스민[*], 자스민)를 사용하는 레이몬 마리카(일본어: 礼紋 茉莉花)는 초능력자로 지구서의 에스퍼 수사관이다. 데카 옐로(일본어: デカイエロー 데카 이에로[*])로 변신한다. 변신 후의 구호는 "넷! 사악한 우주의 악을…" (일본어: 四つ! 良からぬ宇宙の悪を.. 욧츠! 요카라누 우추노 아쿠오…[*])이다. "레이몬 마리카"라는 이름은 미국의 작가 레이몬드 찬드라와 재스민차(일본어: 茉莉花茶 마리카차[*])에서 유래했다.
다른 사람이나 그 사람이 가지고 있던 물체에 손을 댐으로써 상대의 생각을 읽을 수 있는 능력을 지니고 있다. 때문에, 보통은 그 초능력을 봉인하기 위하여 장갑을 끼고 있다. 《마법전대 마지레인저 vs. 데카레인저》에서는 자신이 가진 초능력 때문에 부모에게 버림받는 등 불우한 어린 시절을 보냈으며, 절망에 빠져 자포자기했으나, 아리에나이저의 습격을 받았다가 도기 크루거에게 구출된 것을 계기로 경찰관으로서 초능력을 살리는 길을 택했다. 아리에나이저나 그들의 기계, VS 시리즈에 등장한 다른 전대 멤버의 별명을 짓기도 했다.
재스민은 《유희왕 5D's》에서 초능력자 이자요이 아키의 목소리를 맡은 키노시타 아유미(일본어: 木下 あゆ美)가 연기했다.

## 우메코
코드명 우메코(일본어: ウメコ)를 사용하는 코도 코우메(일본어: 胡堂 小梅 코도우 코우메[*])는 데카레인저의 "자칭 리더" (일본어: 自称「リーダー」 지쇼 리다[*])로, 데카 핑크(일본어: デカピンク 데카 핀쿠[*])로 변신한다. 변신 구호는 "다섯!…단번에 스피드 퇴치!" (일본어: 五つ!... 一気にスピード退治! 이츠츠! 잇키니 스피도 타이지![*])이다. 코도 코우메라는 이름은 일본의 작가 노무라 고도(일본어: 野村 胡堂 노무라 고도[*])와 우메코부차(일본어: 梅昆布茶)에서 유래했다.
체구가 작으며, 밝고 순수한 성격으로 아이들과 동물을 사랑하는 한편, 변장을 통한 함정 수사 실력도 뛰어난 것으로 묘사된다. 또, 유연성과 신체 능력이 높아 유영과 리듬 체조를 잘 한다. 취미는 목욕으로, 테츠가 목욕탕에 자신보다 먼저 들어갔다며 못마땅해하는 묘사도 있다. 목욕탕에 있는 세 개의 오리인형에 "우메요", "우메노스케", "우메고로"라는 별명을 붙이기도 했다. 지구서에는 호지, 센짱, 재스민 다음으로 들어왔으며, 호지와 센에게는 "호지 씨", "센 씨"라고 부르지만 재스민에게는 "~씨"라는 호칭을 붙이지 않는다.
우메코는 키쿠치 미카(일본어: 菊地 美香)가 연기했다.

## 테츠
테츠라는 코드네임을 쓰는 아이라 뎃칸은 특별지정흉악범죄대책수사관(특흉)출신이며 데카브레이크로 변신한다. 구호는 "여섯! 무적이 왠지 좋아!" 혹은 "무법의 악을 쳐부수고 공포의 어둠을 깨는 새벽의 형사 데카브레이크!". 처음에는 다른 데카렌쟈들과 의견 차이로 많이 대립했으나 데카렌쟈들의 마음으로 싸우는 모습에 어느새 동화되어 지구서에 합류하게 된다. 부모님을 아리에나이저에게 잃은 슬픈 과거를 지니고 있으며 아브렐라를 쓰러뜨린 후 지구서에 정식으로 배속되며 뱃지도 금에서 은으로 바뀐다.
테츠는 요시다 토모카즈가 연기했다.

## 서포터

### 도기 크루거
코드명 보스(일본어: ボス)를 사용하는 도기 크루거 (Doggie Kruger, 일본어: ドギー・クルーガー 도기 쿠루가[*])는 아누비스 행성 사람으로, 다른 아누비스 행성 사람들처럼 개를 닮은 모습을 하고 있다. 지구서의 서장으로, 데카 마스터(일본어: デカマスター 데카 마스타[*])로 변신한다. 생김새 및 고향 별 "아누비스 행성"은 이집트 신화에서 죽은 자를 심판하는 신 아누비스에서 유래했다.
지구서의 지휘관으로 일선에서 활동하던 시절에는 범죄자들 사이에서 "지옥의 경비견" (일본어: 地獄の番犬 지고쿠노 반켄[*])이라 불릴 정도로 공포의 대상이었던 형사로, 특흉으로부터도 주목받았다. 보통은 인간과 같은 말을 사용하지만, 고민하거나 고통을 느낄 때는 갯과 동물들처럼 포효하는 것으로 묘사된다. 일명 "은하일도류" (일본어: 銀河一刀流 긴가잇토류[*])라 불리는 검술의 달인으로, 마스터 라이센스로 데카 마스터로 변신한다. 작품 안에서는 "우주 최강의 아리에나이저"라 자칭하던 블리츠와의 싸움과, 인질이 엮여있는 경우를 제외하고는 싸움에서 패배하거나 고전하지 않았으며, 100마리의 드로이드 부대를 혼자서 섬멸하는 등 압도적으로 강력한 존재로 묘사된다. 그러나 부하들이 자신에게 의존할 것을 우려하여, 부하들의 정신적 성장을 위하여 "정말 급박한 상황에 처하지 않는 이상 변신하지 않는다"는 엄격한 태도를 유지하고 있다.
지구서에 배속되기 전에도 지구에 온 적이 있어, 아리에나이저에게 습격을 당한 재스민을 구한 적이 있다. 《특수전대 데카레인저 vs. 아바레인저》에서는 음식점 "쿄류야"의 단골로, 주인 스기시타 류노스케와 서로 "도기짱", "스기 씨"라고 부른다는 설정이 언급되었다.
도기 크루거의 목소리는 이나다 테츠(일본어: 稲田 徹)가 연기했고, 슈트 연기는 오카모토 지로와 쿠사카 히데아키가 맡았다.

### 스완
스완이라는 코드네임을 쓰는 시라토리 스완은 주로 머신들의 제작 ,정비 ,개조 등을 담당하는 엔지니어이지만 4년에 딱 한번 데카스완으로 변신한다. 치뇨 성인이며 도기 크루거(보스)를 두기라고 부르는 유일한 사람이며 데카렌쟈들의 어머니같은 존재이기도 하다.
스완은 이시노 마코가 연기했다.

### 특흉
특별지정흉악범죄 대책 수사관(일본어: 特別指定凶悪犯罪対策捜査官 토쿠베츠시테이 쿄아쿠한자이 타이사쿠소사칸[*])은 아리에나이저 중 특히 흉악한 범죄자와 관련된 사건을 맡는, 우주경찰 본부 직속 수사기관이다. 약칭 특흉(일본어: 特キョウ 토쿠쿄[*])으로 많이 불린다. 계급장은 일반 수사관이 착용하는 은색 배지보다 격이 높은 금색 배지이다. 또한 특흉 수사관이 맡은 사건은 관할서의 서장보다 더 높은 권한을 행사할 수 있다. 소속된 모든 수사관이 "정권 액셀브로" (일본어: 正拳アクセルブロー 세이켄 아쿠세루부로[*])라는 특별한 격투술을 구사하는데, 전투 시에 총기 등 무기를 사용하지 않고 손과 발을 이용한 격투술이다. 작품 종반에 특흉 수사관들도 해결할 수 없는 중범죄에 대처하기 위하여 "파이어 스와트" (S.P.D-F.S.)가 조직되었다. 팀의 색깔 및 계급장은 붉은색으로, 교쿠로우는 이를 "붉은 특흉"이라 칭한다.

### 마리 골드
레슬리 성인으로서 당시 우주순찰을 마치고 복귀하던중 레슬리성을 습격한 가스드링커스에 맞서다가 그들의 스파이가 됨.
차후 지구의 클럽에서 반과 만나게 되고 반은 첫눈에 반해버린다.
이후 반에게 레슬리성 SPD라는 사실을 고백하게 되고 데카베이스로 가게된다
데카베이스에서 초능력으로 시간을 멈추고 바이러스를 가져가게 된다
가스드링커스와 거래를 시도하지만 반일행이 막아서고 바이러스는 마리의 몸에 넣어지게 된다
이후 반일행이 백신을 싸움끝에 탈취하고 마리는 원래의 몸으로 돌아가 레슬리 성으로 돌아가게 된다
마지막은 반과의 핑크빛 연애를 암시하는 해피엔딩이었다

### 머피
지구서의 인공지능 경찰견=에피소드 5 '버디 머피'에서 첫등장. 인공지능을 탑재했으며 후각을 이용한 추적, 가벼운 전투 및 경호를 진행하며 D-본을 입에 무는 것으로 데카렌쟈의 필살기인 'D바주카'로의 변형 등 첨단 기술로 만들어진 로봇 경찰견이다. 첫 등장시에는 매우 반항적이어서 도기 크루거 외에는 누가 불러도 반응을 하지 않았다. 냉각수를 소변처럼 배출해 상대를 놀리는 장난을 치기도 한다. 그런 머피를 서장인 도기크루거는 우메코에게 맡기게 되고, 서로 머리를 밟는다던지, 암바를 건다던지하며 투닥이던 관계였으나. 우메코가 머피를 흔들림 없이 믿어준 일을 계기로 가장 가까운 파트너로 발전하게 된다. 50화에서는 목욕도 같이 한다. 《마법전대 마지레인저 vs. 데카레인저》 에서는 "파이어 스쿼트" (S.P.D-F.S.)에 스카웃 되어 데카레드의 패트리어트 모드의 갑옷 및 검으로 변하는 기능이 추가 되었다.

## 같이 보기
- 우주범죄자 아리에나이저